# Repulsion
I Repulsion sono un gruppo Deathgrind statunitense proveniente da Flint, nel Michigan.

## Storia del gruppo
la band si formò nel 1984 sotto il nome di Temper. La formazione era composta da Scott Carlson alla voce, Matt Olivo e Matt Diffin alle chitarre, Sean McDonald al basso e James Auten alla batteria, e suonavano principalmente delle cover di Iron Maiden e Charged GBH. Nell'estate dell'84 Diffin lasciò il gruppo seguito a ruota da Auten che fu rimpiazzato da Phil Hines (proveniente da una punk band locale, i Dissonance) e il nome fu mutato prima in Ultraviolence, poi in Genocide: a questo punto il quartetto era musicalmente influenzato da Hellhammer, Celtic Frost, Discharge, Voivod, Crucifix, Slayer, GBH, Venom, Slaughter e liricamente sia dai film splatter/horror come Dawn of the dead, Re-Animator e The Evil Dead che dalle apocalittiche visioni urlate dai Discharge.
Composti alcuni pezzi propri la band si rintanò nella casa di Hines e registrò una cassetta di tre pezzi che velocemente cominciò a circolare nell'ambiente dei tape-traders tramite il classico passaparola tipico di quegli anni, tanto che i Genocide ebbero addirittura l'occasione di aprire per gli Slayer durante una tappa del loro primo tour statunitense (novembre 1984).
Dopo diversi mesi di instabilità nella line-up, Carlson e Olivo entrarono in contatto con due ragazzi della Florida, Chuck Schuldiner e Kam Lee (che muovevano i loro primi passi con la loro band, i Mantas) avendo l'intenzione di fondere i due gruppi sotto il nome di Death: fu così che i due si trasferirono in Florida per dar vita a questo progetto ma dopo alcune prove Lee abbandonò i suoi compagni lasciandoli senza batterista, e Chuck si trasferì a San Francisco (scoraggiato anche dal fatto che in Florida non esistesse una scena metal), mentre Matt e Scott tornarono nel Michigan riformando i Genocide insieme al batterista Dave Grave Hollingshead.
Nell'ottobre 1985 fu registrata una cassetta di sei pezzi, Violent Death (nella camera da letto di Matt) che mise in chiaro che la band aveva il potenziale per poter diventare un importante punto di riferimento nella scena death/hardcore.
Dopo alcuni concerti di spalla a band come Dirty Rotten Imbeciles e Corrosion of Conformity, i Genocide nel gennaio 1986 entrarono nei WFBE studios per registrare il loro primo demo non casereccio e, aiutati da un loro amico chiamato Aaron Freeman nelle vesti di sessionman alla chitarra sfornarono The Stench of Burning Death, che rimane uno dei demo più estremi mai usciti dall'underground metal, almeno per l'epoca: esso introduceva nuovi elementi nella musica hardcore e metal come ad esempio i blast beats di batteria, i velocissimi riff di chitarra, il basso distorto e la voce gutturale. Inoltre la durata dei pezzi (non più di due minuti) e i testi splatter ne facevano per l'epoca un prodotto davvero estremo. Era nato il Grindcore.
Aaron divenne un componente fisso e iniziata una fitta serie di concerti i Genocide cercarono di attirare l'attenzione di qualche label, consci del fatto che il demo aveva avuto un responso positivo da parte dei fans del death, ma le etichette discografiche ignorarono il quartetto, definendolo rumoroso, caotico e invendibile. Il tempo dimostrerà il contrario, vista la nascita di generi come il Grindcore o il Crust, di cui i Repulsion possono essere considerati i padri, o l'influenza lasciata su band come Entombed, Carcass, Napalm Death ed altri ancora.
Stanchi di essere confusi con altri gruppi che avevano lo stesso nome, esso fu mutato in Repulsion nel maggio 1986 e non riuscendo a trovare una label decisero di autoprodursi un LP con l'aiuto finanziario del loro amico di vecchia data Doug Earp: così fu registrato Slaughter of the Innocent, che conteneva alcuni pezzi nuovi e altri presi dai loro precedenti demo. Il sound si fece ancora più veloce e violento, l'accoglienza da parte delle fanzine e degli appassionati fu buona, ma ancora una volta le etichette ignorarono il gruppo, che dopo essersi separato da Dave (fu rimpiazzato per un breve periodo da Tom Puro) decise di sciogliersi, frustrato dalla situazione di indifferenza nella quale viveva.
I vari componenti diedero vita a nuovi progetti (Doom Sayer, Pain) e ad un anno dal loro scioglimento i Repulsion suonarono due concerti celebrativi.
Ma più il tempo passava e più l'interesse attorno a loro aumentava, così Bill Steer e Jeff Walker dei Carcass decisero di comune accordo con i membri della band di ri-registrare l'album autoprodotto e di stamparlo sulla loro etichetta, la Necrosis Records (una sussidiaria della Earache Records). Fu così che dopo tre anni dalla sua nascita, Slaughter of the Innocent vide luce nel giugno 1989 con un nuovo titolo, Horrified.
Incoraggiata dalla cosa la band decise di ritentare l'avventura e si riformò, questa volta come trio (dato che Matt si era arruolato nell'esercito) dando vita ad una serie di show. Nel gennaio 1991 i Repulsion rientrarono in studio dopo ben quattro anni e registrarono un demo di quattro pezzi, Excruciation che era decisamente più lento rispetto al vecchio materiale, nonostante non perdesse nulla in termini di estremismo sonoro.
Con il rientro nei ranghi da parte di Matt, un ulteriore demo fu registrato nella camera da letto di quest'ultimo: il sound tornava alle origini iper veloci, ma ormai l'interesse da parte dei componenti era scemato e la band cessò definitivamente di esistere.
La Relapse Records ha ristampato su un doppio CD intitolato Horrified tutto il materiale prodotto dalla band.

## Discografia

### Come Genocide
- 1984 - Rehearsal Tape (demo)
- 1985 - Violent Death (demo)
- 1986 - WBFE (demo)

### Come Repulsion
- 1986 - Slaughter of the Innocent'
- 1989 - Horrified'
- 1991 - 1991 Demo'
- 1991 - Final Demo'
- 1991 - Excruciation' (Singolo)
- 2004 - Necrothology: Vomitus Visions from the Vault' (VHS)
- 2004 - Relapse Singles Series Vol. 3 (Split)